# Huolie
Huolie (kinesiska: 火烈乡, 火烈) är en socken i Kina. Den ligger i provinsen Sichuan, i den sydvästra delen av landet, omkring 350 kilometer söder om provinshuvudstaden Chengdu. Antalet invånare är 6 584. Befolkningen består av 3 246 kvinnor och 3 338 män. Barn under 15 år utgör 34 %, vuxna 15-64 år 60 %, och äldre över 65 år 5,0 %.
Genomsnittlig årsnederbörd är 1 233 millimeter. Den regnigaste månaden är juli, med i genomsnitt 279 mm nederbörd, och den torraste är januari, med 6 mm nederbörd.